# Leinsweiler
Leinsweiler är en kommun och ort i Landkreis Südliche Weinstraße i förbundslandet Rheinland-Pfalz i Tyskland.
Kommunen ingår i kommunalförbundet Verbandsgemeinde Landau-Land tillsammans med ytterligare 13 kommuner.